# Diacetilè
El Diacetilè (IUPAC: buta-1,3-dií o butadií) és un hidrocarbur insaturat de fórmula química C₄H₂. És un alquí, format per una cadena de quatre carbonis amb dos triples enllaços;
H-C≡C-C≡C-H

## Presència
El diacetilè s'ha identificat a l'atmosfera de Tità i en la nebulosa protoplanetària CRL 618 pel seu característic espectre vibracional. Es proposa que s'ha originat per una reacció entre l'acetilè i el radical etinílic (C₂H), que es produeix quan l'acetilè se sotmet a fotòlisi. Aquest radical pot, al seu torn, atacar el triple enllaç de l'acetilè i reaccionar de forma eficient fins i tot a baixes temperatures. El diacetilè també s'ha detectat a la Lluna.

## Síntesi
El diacetilè es pot preparar mitjançant la deshidrohalogenació de l'1,4-dicloro-2-butià amb hidròxid de potassi (en medi alcohòlic) a baixa temperatura:
ClCH₂C≡CCH₂Cl + 2 KOH → HC≡C-C≡CH + 2 KCl + 2 H₂O
El compost derivat bis(trimetilsilil)diacetilè pot ser preparat a partir del trimetilsililacetilè mitjançant l'acoblament de Hay:
2 TMS-C≡CH → TMS-C≡C-C≡C-TMS